# Affichage transparent

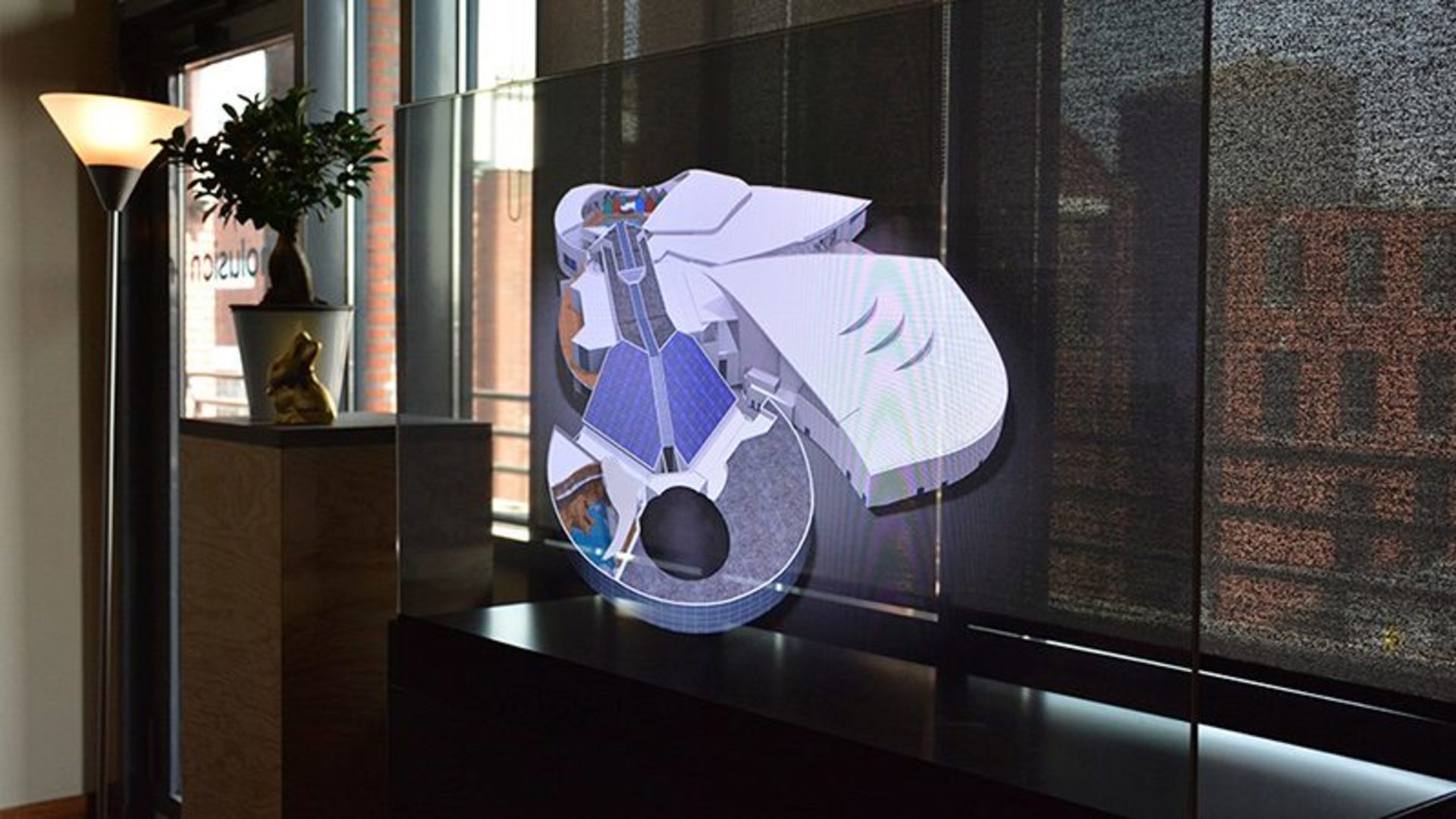
Un écran OLED transparent affichant une maquette digitale

Un affichage transparent est un affichage électronique qui permet à l'utilisateur de voir ce qui est affiché sur l'écran tout en étant capable de voir à travers. Ces affichages sont souvent abusivement qualifiés d'hologrammes avec lesquels ils partagent le principe d'images semblant flotter dans l'air.
Les affichages transparents se trouvent sous forme d'écrans transparents sont généralement réalisés à partir d'un écran transparent, d'un écran holographique ou à l'aide d'un miroir semi-réfléchissant.

## Usage
Ces écrans peuvent être utilisés pour la réalité augmentée et d'autres applications telles que les présentoirs d'achat et les écrans d'ordinateurs plus sophistiqués,.
On trouve des installations de vitrines en réalité augmentée pour des espaces culturels utilisant ces techniques à partir de 2002. Puis régulièrement, dans des applications de réalité augmentée comme à la fondation Bodmer de Genève en 2013, ou au Musée national du Sport.

## Fonctionnement

### Optiques transparentes

#### Miroirs semi-réfléchissants

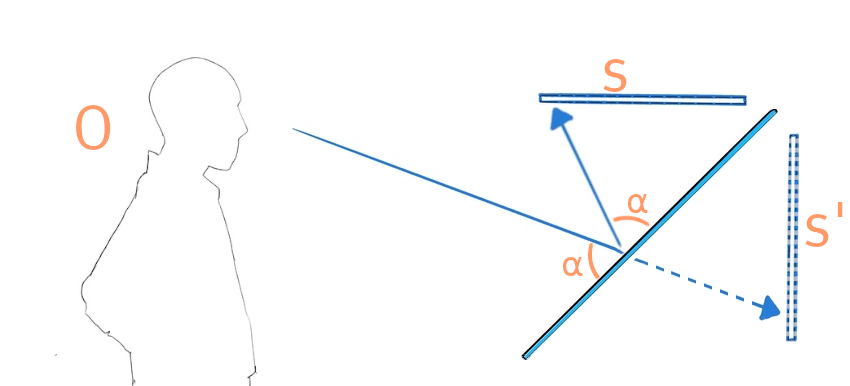
Principe géometrique de l'illusion dite du "fantôme de Pepper"

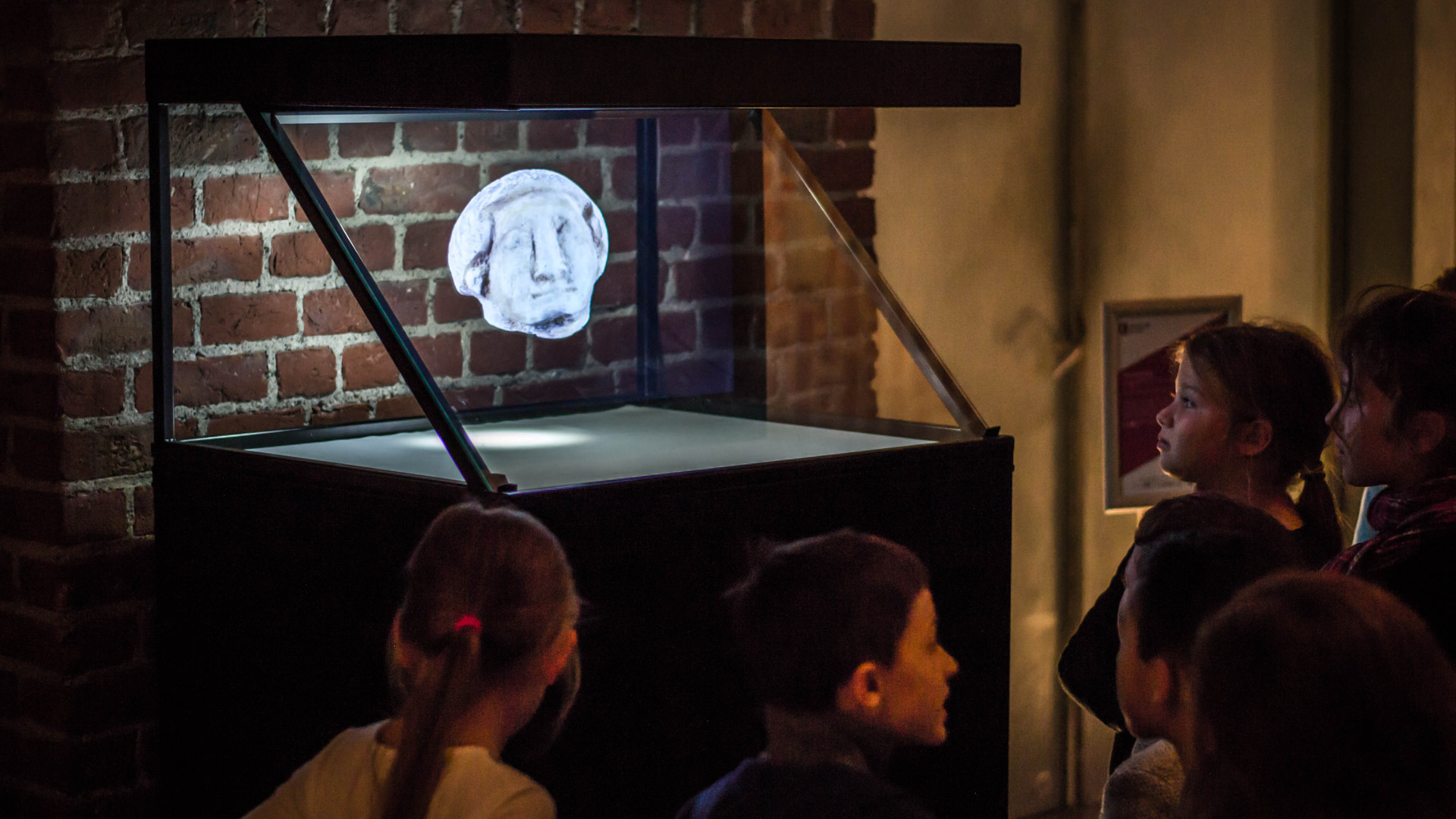
Un affichage transparent utilisant l'illusion du fantôme de Pepper

L'illusion dite du fantôme de Pepper (aussi rarement appelée Fantasmagorie) est utilisée pour réfléchir l'image d'un écran.
Un miroir sans tain dont les caractéristiques idéales sont 50% réflexion, 0% absorption et à l'épaisseur négligeable est combiné avec un écran classique. Dans la pratique ces systèmes sont soit réalisés avec un film métallisé tendu, soit du verre, verre acrylique ou plastique transparent, si possible revêtu d'une couche métallique argentée.
Très facile à réaliser, on trouve de nombreux exemples de guides de fabrication associant un morceau de plastique avec un smartphone.
Par sa simplicité, ce type d'affichage est majoritairement utilisé et le plus fréquemment rencontré dans des évènements et expositions.

#### Écrans holographiques
Un écran holographique peut être utilisé pour réaliser un affichage transparent. On parle de "pixels holographiques" : on utilise un hologramme comme support d'image. Ensuite, on excite sélectivement les pixels pour recréer une image directement dans l’œil de l'utilisateur. Aucun modèle commercial de ces écrans n'existe à ce jour.

#### Écrans lenticulaires
Très proches dans leur fonctionnement des écrans holographiques, ils utilisent des micro-composants optiques sur support transparent pour créer une image au lieu de pixels holographiques.
Plusieurs brevets, ont été déposés en ce sens. Il faut alors le combiner avec un projecteur comme source de lumière externe pour projeter des images et vidéos sur le support  qui disperse sélectivement la lumière projetée.
On trouve actuellement des écrans translucides à haut gain dans le commerce intégrant des microlentilles, encore assez grossiers et permettant pour le moment d'obtenir uniquement un effet de translucence, plutôt que de réelle transparence.
Des chercheurs du MIT ont développé un tel système passif qui utilise des nanoparticules, commercialisé par une start-up, Lux Labs, Inc. Cette approche améliore supposément les lacunes observées avec les écrans LCD et OLED transparents, tels que le coût élevé, la difficulté de mise à l'échelle et la maintenance délicate,.

### Écrans transparents
Il existe deux principales technologies d'affichage transparent, LCD et LED (typiquement OLED). La technologie LCD est plus ancienne, bien que les écrans OLED transparents deviennent de plus en plus largement disponibles. Les deux technologies sont largement dérivées des systèmes d'affichage conventionnels, mais dans les écrans transparents, la différence entre la nature absorbante de l'écran LCD et la nature émissive de l'OLED leur donne des apparences visuelles très différentes. Les systèmes LCD imposent un motif d'ombrage et de couleurs sur l'arrière-plan vu à travers l'écran, tandis que les systèmes OLED imposent un motif d'image brillant sur l'arrière-plan.
C'est une technologie qui existe depuis dix à vingt ans, mais ce n'est qu'à partir de 2019 qu'elle a été intégrée par des sociétés telles que LG et taptl dans des produits de consommation tels que les appareils portables, les téléviseurs, dont la diffusion est restée très faible. Samsung et Planar Systems fabriquaient auparavant des écrans OLED transparents, mais les ont interrompus en 2016. LG et Prodisplay sont les seuls fabricants actuels d'écrans transparents. Prodisplay utilise à la fois la technologie OLED et LCD, mais ne fabrique plus d'écrans OLED transparents,,,,,.

#### LCD
Un panneau LCD peut être rendu « transparent » sans tension appliquée lorsqu'un LCD nématique torsadé est équipé de polariseurs croisés. Les LCD conventionnels ont une efficacité de transmission relativement faible en raison de l'utilisation de polariseurs de sorte qu'ils ont tendance à apparaître quelque peu sombres par rapport à la lumière naturelle. Contrairement aux écrans LED transparents, les écrans LCD transparents ne produisent pas leur propre lumière mais modulent uniquement la lumière entrante. Les écrans LCD destinés spécifiquement aux écrans transparents sont généralement conçus pour améliorer l'efficacité de la transmission. Les écrans LCD transparents à petite échelle sont disponibles dans le commerce depuis un certain temps, mais ce n'est que récemment que les fournisseurs ont commencé à proposer des unités avec des tailles comparables aux téléviseurs et écrans LCD classiques. Samsung a commercialisé une dalle de 22 pouces spécialement conçu pour la transparence en 2011. À partir de 2016, on en trouvait sous les marques Samsung, LG et MMT, avec un certain nombre de fournisseurs proposant des produits basés sur les systèmes OEM de ces fabricants. On peut aussi trouver ces produits réalisés à partir d'écrans classiques dont le rétro-éclairage a été démonté. Les écrans LCD nécessitent souvent également de retirer une couche de diffuseur pour les adapter à une utilisation comme écrans transparents.
La principale limitation de l'efficacité de l'écran LCD transparent réside dans ses filtres polarisants. Un polariseur linéaire idéal absorbe la moitié de la lumière non polarisée entrante. Dans les LCD, la lumière doit traverser deux polariseurs linéaires, en configuration croisée ou alignée en parallèle.

#### LED
Les écrans LED ont une couche de verre des deux côtés d'un ensemble de LED adressables. Des LED inorganiques et organiques (OLED) ont été utilisées à cette fin. Les OLED, plus flexibles (au sens propre et figuré), ont généré plus d'intérêt pour cette application. Néanmoins Samsung, le seul fabricant commercial  a annoncé en juillet 2016 que le produit serait abandonné.
Les OLED sont constituées d'une couche émissive et conductrice. Des impulsions électriques traversent la couche conductrice et produisent de la lumière au niveau de la couche émissive. Ceci est différent des LCD en ce que les OLED produisent leur propre lumière, ce qui produit un effet visuel nettement différent d'un écran transparent. L'écart entre les pixels de l'écran ainsi que les cathodes transparentes permettent aux écrans d'être en partie transparents. Ces types de tamis ont été notoirement difficiles et coûteux à produire par le passé, mais ils sont de plus en plus courants à mesure que leur procédé de fabrication progresse.
Les écrans transparents OLED génèrent leur propre lumière, mais ne peuvent pas afficher de noir; ceci peut être résolu par l'ajout d'une couche LCD spéciale.
Dans les environnements commerciaux notamment en vitrine , nous rencontrons une autre technologie d'écran Led transparent dite aussi média mesh.
Basé sur la technologie de la LED SMD , ces composants sont directement soudés sur une fine maille aluminium offrant une transparence de l'ordre de 70 à 80% et une luminosité supérieure à 5000 nits.

#### Écrans combinés
Les écrans transparents basés sur la technologie OLED ou microLED peuvent afficher du noir grâce à l'ajout d'un écran LCD, car ils ne peuvent pas le faire seuls. En effet, en OLED et micro LED, l'état OFF correspond au noir (ou dans ce cas, transparent puisqu'il n'y a pas de fond noir) et l'état ON correspond au blanc; c'est parce que les pixels OLED et microLED émettent leur propre lumière.
Inversement, les écrans LCD transparents ne peuvent pas afficher les blancs car les pixels LCD n'émettent pas leur propre lumière, mais bloquent de manière sélective la lumière d'un rétro-éclairage blanc, bien que cela puisse théoriquement être corrigé par l'ajout d'un écran monochrome transparent microLED ou OLED,,.

### Écrans portés sur la tête
Un affichage tête haute projette des images sur un écran transparent, permettant à son utilisateur de voir à travers l'affichage. Il peut théoriquement s'agir de versions mobiles de toutes les technologies présentées.

## Applications

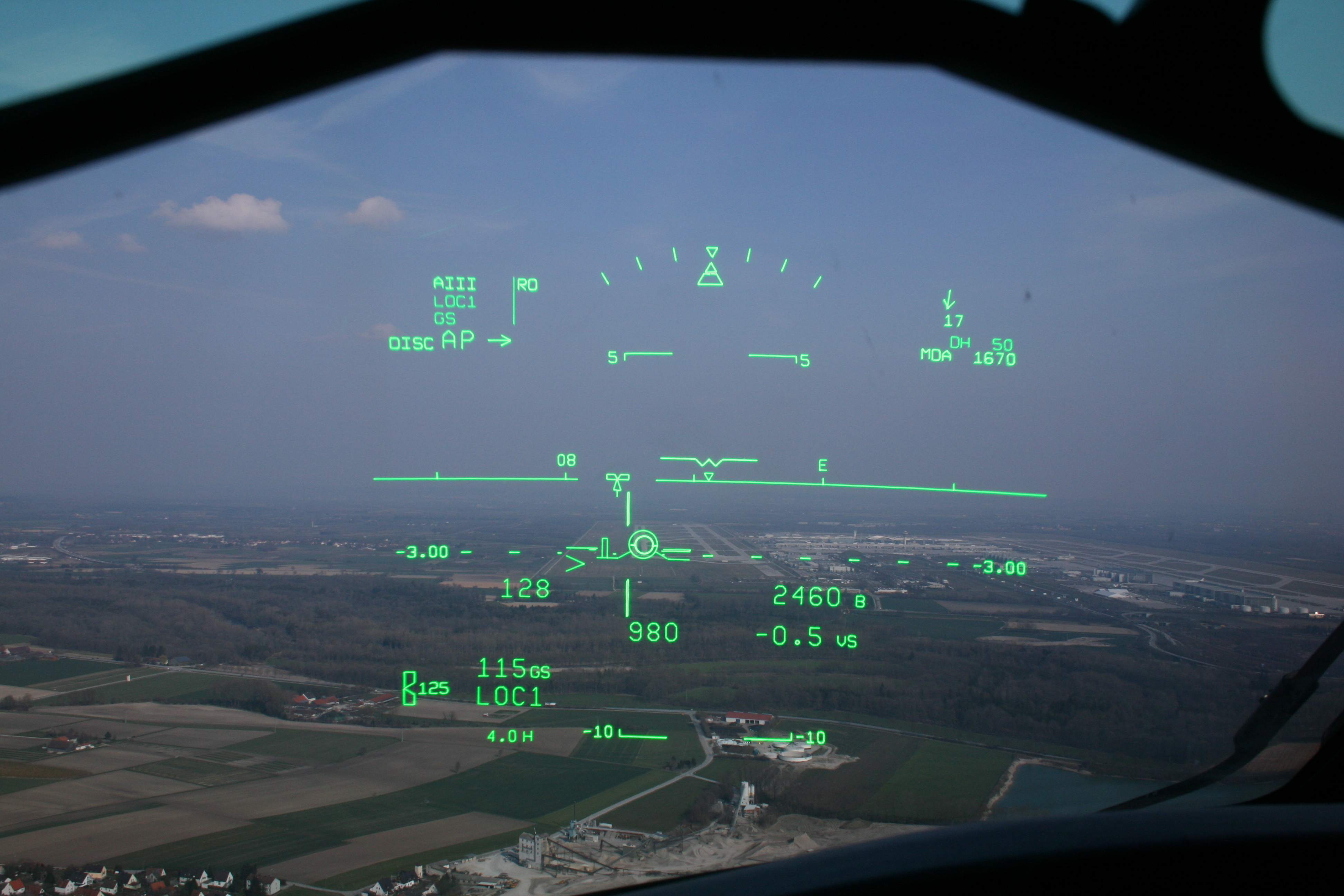
Un affichage tête-haute dans un avion

Les écrans transparents sont un marché émergeant qui a plusieurs utilisations potentielles. Leur diffusion reste très largement anecdotique comparée aux appareils de réalité virtuelle.

### Réalité augmentée
Les exemples les plus connus sont les Microsoft HoloLens, les Google Glass ou le système d'affichage tête haute disponible dans certaines voitures.
Des prototypes de téléphones portables, tablettes et autres appareils commencent à utiliser cette technologie qui a une apparence attrayante, mais surtout un grand potentiel pour les applications de réalité augmentée : l'appareil peut ajouter sa propre touche à ce qui se trouve derrière l'écran.
Un appareil utilisant un écran transparent aura une résolution beaucoup plus élevée et affichera une réalité augmentée beaucoup plus réaliste que la réalité augmentée vidéo, qui prend de la vidéo, y ajoute son propre supplément, puis l'affiche à l'écran.

### Vitrines
Ces présentoirs sont également utilisés dans les vitrines, dans des points de vente, des espaces culturels ou pour de simples démonstrations.
Les vitrines montrent le produit à l'intérieur ainsi que du texte ou des publicités sur le verre.

### Évènementiel
Un écran LED transparent peut être utilisé par les concepteurs de scène et les producteurs d'événements pour réaliser des effets visuels créatifs de type « holographique ». Pour une utilisation sur scène on parlera généralement de fantôme de Pepper, utilisé régulièrement depuis son invention.